# Rusheenduff Lough SAC
Rusheenduff Lough SAC este o arie protejată (arie specială de conservare — SAC, sit de importanță comunitară — SCI) din Irlanda întinsă pe o suprafață de 47,58 ha, integral pe uscat.

## Localizare
Centrul sitului Rusheenduff Lough SAC este situat la coordonatele 53°36′28″N 10°00′26″W / 53.607736°N 10.007287°V.

## Înființare
Situl Rusheenduff Lough SAC a fost declarat sit de importanță comunitară în ianuarie 2002 pentru a proteja 1 specie de plante. Situl a fost protejat și ca arie specială de conservare în decembrie 2021.

## Biodiversitate
Situată în ecoregiunea atlantică, aria protejată conține 1 habitat natural: Ape stătătoare oligotrofe până la mezotrofe, cu vegetație de Littorelletea uniflorae și/sau de Isoëto-Nanojuncetea.
La baza desemnării sitului se află o specie protejată de  plante: Najas flexilis.
Pe lângă speciile protejate, pe teritoriul sitului au mai fost identificate 1 specie de plante.